# 圣芒维厄-诺雷
圣芒维厄-诺雷（法語：Saint-Manvieu-Norrey，法語發音：[sɛ̃ mɑ̃vjø nɔʁɛ] ⓘ）是法国卡尔瓦多斯省的一个市镇，属于卡昂区。该市镇于1972年由原市镇圣芒维厄（Saint-Manvieu）和贝桑地区诺雷（Norrey-en-Bessin）合并而成。

## 地理
圣芒维厄-诺雷（49°10'50"N, 0°30'5"W）面积8.28 平方千米，位于法国诺曼底大区卡爾瓦多斯省，该省份为法国西北部沿海省份，北濒大西洋英吉利海峡，东北与滨海塞纳省以海上边界相接，东临厄尔省，南至奧恩省，西与芒什省接壤。
与圣芒维厄-诺雷接壤的市镇（或旧市镇、城区）包括：卡尔皮凯、韦尔松、蒂和米、罗镇。

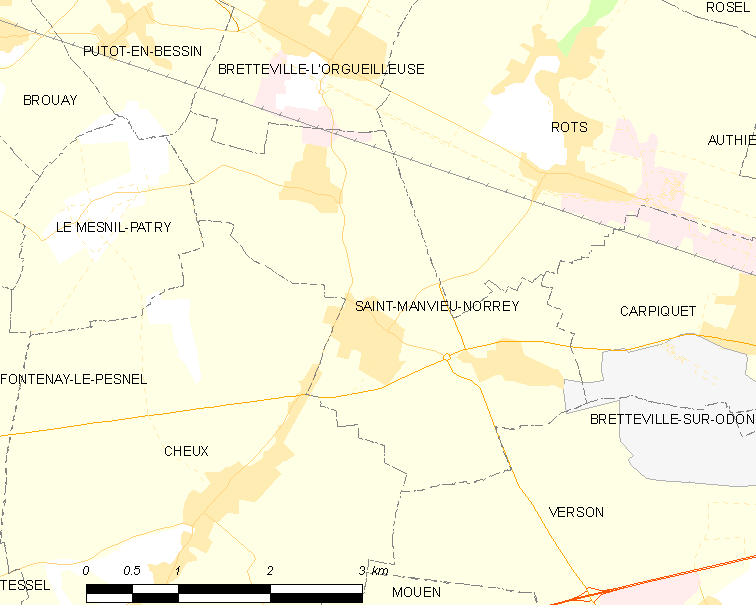
圣芒维厄-诺雷的OSM定位图

圣芒维厄-诺雷的时区为UTC+01:00、UTC+02:00（夏令时）。

## 行政
圣芒维厄-诺雷的邮政编码为14740，INSEE市镇编码为14610。

## 政治
圣芒维厄-诺雷所属的省级选区为蒂和米县。

## 人口

1962-2008年间圣芒维厄-诺雷人口变化图示

圣芒维厄-诺雷于2022年1月1日时的人口数量为2141人。